# Ломњичка
Ломњичка (слч. Lomnička) насељено је мјесто са административним статусом сеоске општине (слч. obec) у округу Стара Љубовња, у Прешовском крају, Словачка Република.

## Становништво
| Година:    | 1994. | 2004.    | 2014.    | 2024.    |
| ---------- | ----- | -------- | -------- | -------- |
| Број људи: | 1123  | 1797     | 2991     | 3728     |
| Разлика:   |       | +60,01 % | +66,44 % | +24,64 % |

| Година:    | 2023. | 2024.   |
| ---------- | ----- | ------- |
| Број људи: | 3583  | 3728    |
| Разлика:   |       | +4,04 % |

Према подацима о броју становника из 2024. године насеље је имало 3728 становника.